# Prärieoxalis
Prärieoxalis (Oxalis dillenii) är en harsyreväxtart som beskrevs av Nikolaus Joseph von Jacquin. Prärieoxalis ingår i släktet oxalisar, och familjen harsyreväxter. Inga underarter finns listade i Catalogue of Life.